# شهرک دیلزه مکان مستقل
شهرک دیلزه مکان مستقل، روستایی است از توابع بخش مرکزی و در شهرستان پیرانشهر استان آذربایجان غربی ایران.

## جمعیت
این روستا در دهستان پیران قرار داشته و بر اساس سرشماری سال ۱۳۸۵ جمعیت آن ۲۵۸ نفر (۴۵ خانوار)
بوده‌است.